# Skytte

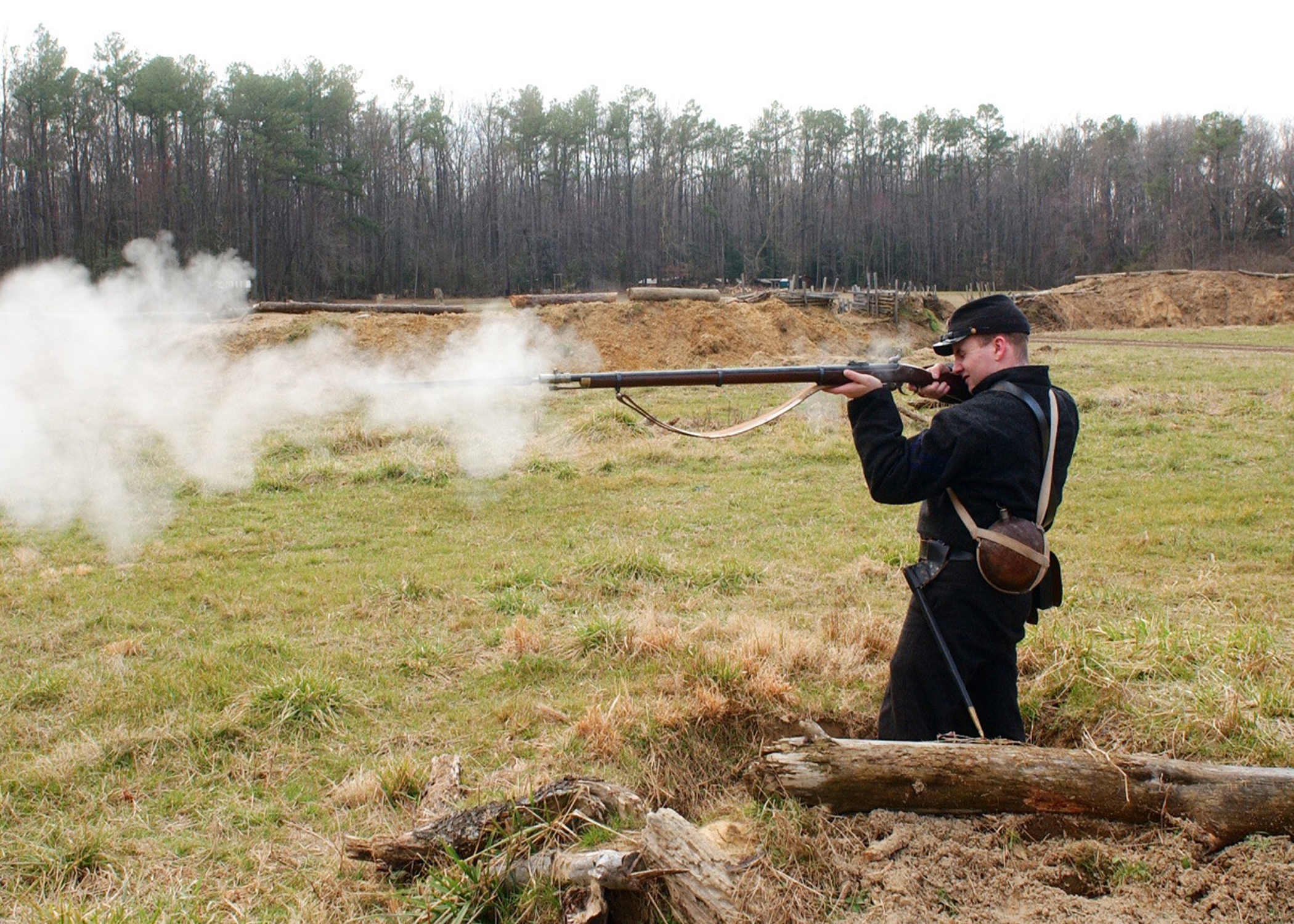
Dramatisering av amerikanska inbördeskrigets skytte.

Skytte är användning av skjutvapen, antingen mekaniska skjutvapen som pilbåge och armborst, eller handeldvapen. Skytte i idrotts- och rekreationssyfte kallas sportskytte.